# 小向町 (川崎市)
小向町（こむかいちょう）は、神奈川県川崎市幸区の地名。丁目の設定がない単独町名。住居表示実施済区域。

## 地理
幸区の東部に位置し、南に戸手、西に小向西町、北西に小向東芝町、北に小向仲野町、東に小向と接している。

## 歴史

### 沿革
- 1976年（昭和51年）9月15日 - 住居表示の実施に伴い、小向の一部を分離し、小向町を新設[5][6]。

## 世帯数と人口
2025年（令和7年）6月30日現在（川崎市発表）の世帯数と人口は以下の通りである。
| 町丁   | 世帯数    | 人口    |
| ------ | --------- | ------- |
| 小向町 | 1,306世帯 | 2,366人 |

### 人口の変遷
国勢調査による人口の推移。
| 年                 | 人口  |
| ------------------ | ----- |
| 1995年（平成7年）  | 2,547 |
| 2000年（平成12年） | 2,391 |
| 2005年（平成17年） | 2,363 |
| 2010年（平成22年） | 2,516 |
| 2015年（平成27年） | 2,334 |
| 2020年（令和2年）  | 2,392 |

### 世帯数の変遷
国勢調査による世帯数の推移。
| 年                 | 世帯数 |
| ------------------ | ------ |
| 1995年（平成7年）  | 1,004  |
| 2000年（平成12年） | 998    |
| 2005年（平成17年） | 1,027  |
| 2010年（平成22年） | 1,115  |
| 2015年（平成27年） | 1,030  |
| 2020年（令和2年）  | 1,100  |

## 学区
市立小・中学校に通う場合、学区は以下の通りとなる（2025年4月時点）。
| 番・番地等 | 小学校             | 中学校             |
| ---------- | ------------------ | ------------------ |
| 全域       | 川崎市立御幸小学校 | 川崎市立御幸中学校 |

## 事業所
2021年（令和3年）現在の経済センサス調査による事業所数と従業員数は以下の通りである。
| 町丁   | 事業所数 | 従業員数 |
| ------ | -------- | -------- |
| 小向町 | 70事業所 | 682人    |

### 事業者数の変遷
経済センサスによる事業所数の推移。
| 年                 | 事業者数 |
| ------------------ | -------- |
| 2016年（平成28年） | 72       |
| 2021年（令和3年）  | 70       |

### 従業員数の変遷
経済センサスによる従業員数の推移。
| 年                 | 従業員数 |
| ------------------ | -------- |
| 2016年（平成28年） | 568      |
| 2021年（令和3年）  | 682      |

## 交通
- 国道1号（第二京浜国道）

## 施設
- 妙光寺

## その他

### 日本郵便
- 郵便番号：212-0003[3]（集配局：川崎港郵便局[17]）

### 警察
町内の警察の管轄区域は以下の通りである。
| 番・番地等 | 警察署   | 交番・駐在所   |
| ---------- | -------- | -------------- |
| 全域       | 幸警察署 | 小向東芝町交番 |